# Wilhelm Fleischmann
Gustav Friedrich Wilhelm Fleischmann, född 31 december 1837 i Erlangen, Tyskland, död 13 januari 1920 i Göttingen, var en tysk agronom, som 1876, efter flera föregående anställningar i olika delar av Tyskland och Schweiz, blev den förste föreståndare för den nyinrättade mejeriskolan i Raden i Mecklenburg-Schwerin samt professor i lanthushållning 1886 i Königsberg och 1896 i Göttingen.

## Biografi

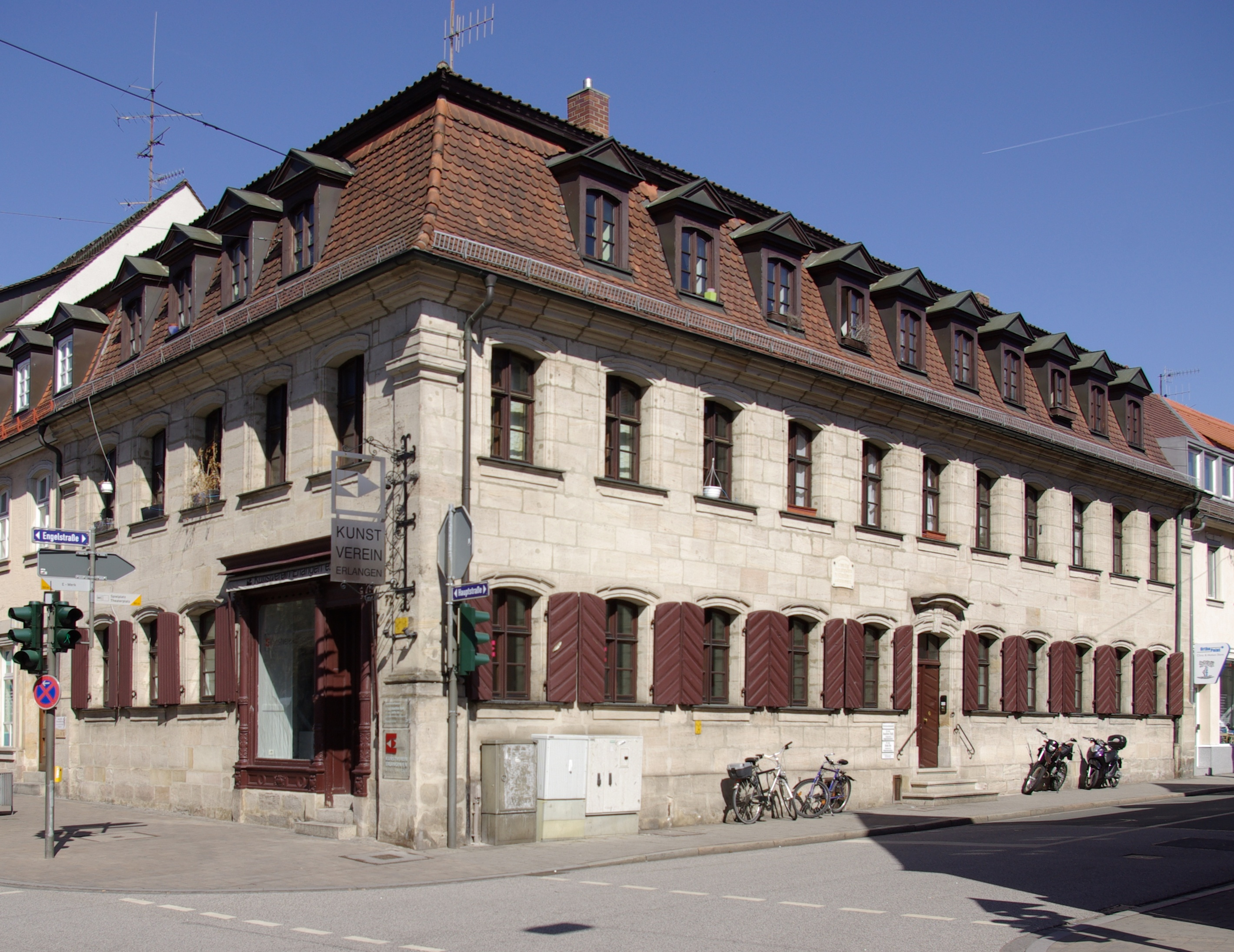
Wilhelm Fleischmanns födelsehus i Erlangen

Fleischmann var son till medicinalrådet Friedrich Ludwig Fleischmann och hans hustru Caroline Wagner. Han utexaminerades från det humanistiska läroverket i Nürnberg, studerade naturvetenskap i Würzburg, Erlangen och München från 1856 och disputerade 1861 vid universitetet i Tübingen med en avhandling om bestämning av tyngdkraften. Under sina studier blev han medlem av Burschenschaft der Bubenreuther i Erlangen 1857.
Fleischmann gifte sig med Anna von Harleß i Nürnberg 1864. Paret fick en son och tre döttrar.

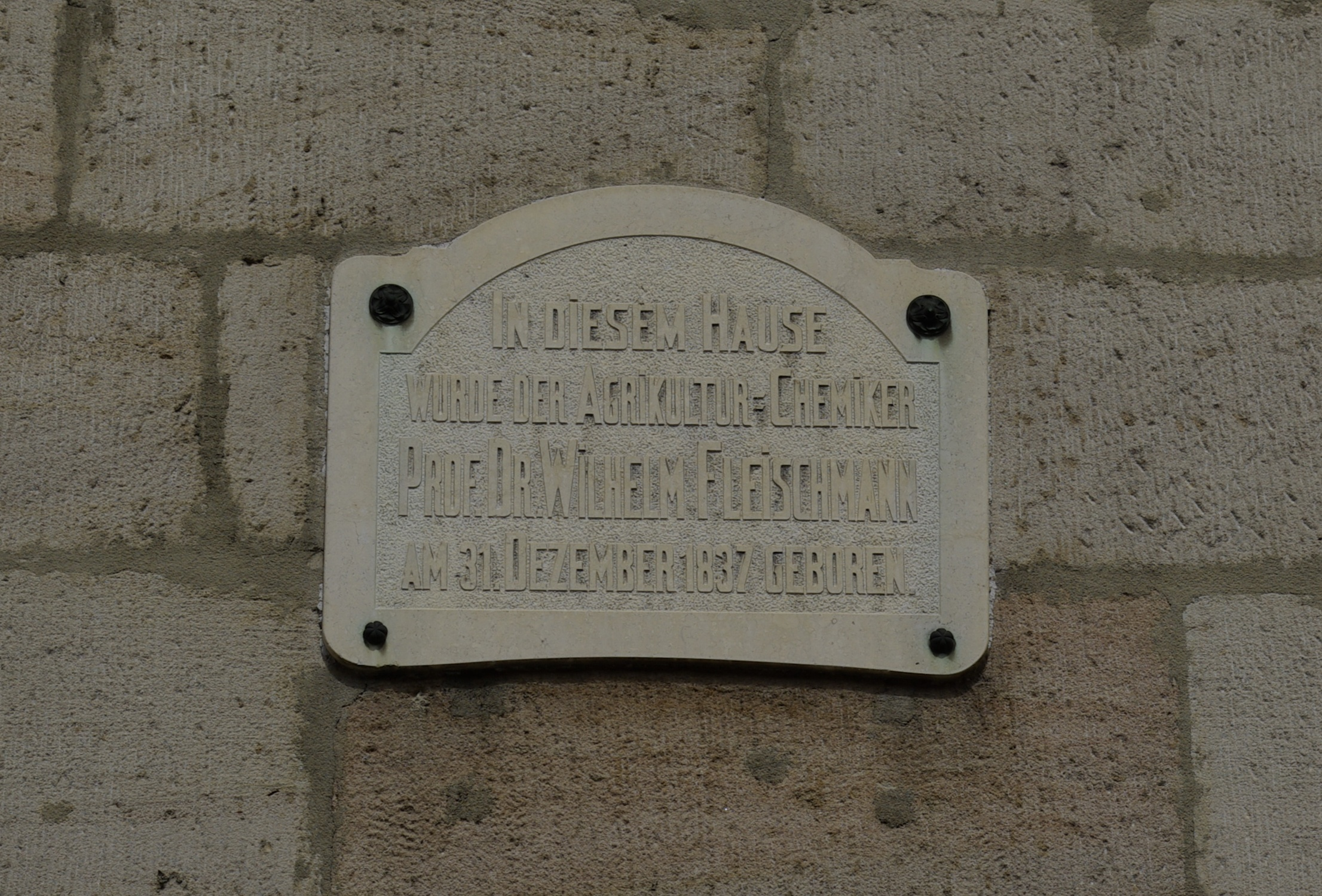
Minnestavla på Fleischmanns födelsehus.

## Karriär
Under flera år arbetade Fleischmann som privatlärare i München, där han också arbetade en tid i Justus von Liebigs kemiska laboratorium. Från 1864 till 1867 var han anställd som lärare i naturvetenskap vid Realschule i Memmingen i Oberschwaben. Under denna tid ledde han också den jordbruks- experimentella försöksstationen i Memmingen.
Från 1867 var Fleischmann rektor för Realschule Lindau och (fram till 1872) samtidigt Allgäu jordbruksexperimentstation i distriktet Immenstadt. Han var en av grundarna av Vereins für Geschichte des Bodensees und seiner Umgebung, vars meteorologiska sektion han en kort tid var ordförande för. År 1876 utnämndes han till chef för den första tyska mjölkkemiska experimentstationen och det högre mejeriinstitutet i Raden nära Lalendorf (Mecklenburg). År 1882 utnämndes han till "großherzoglich mecklenburgischen Professor".
År 1886 tillträdde Fleischmann en tjänst som professor vid universitetet i Königsberg, där han tog över förvaltningen av Jordbruksinstitutionen. Samma år grundade han ett laboratorium för mjölkens kemi och bakteriologi vid universitetet. År 1894/95 valdes han till rektor för Königsbergs universitet och 1896 blev han professor i jordbruk och föreståndare för Jordbruksinstitutionen samt chef för Laboratoriet för kemi och bakteriologi för mjölk, som hade flyttat från Königsberg. Här arbetade han fram till 1912.

## Vetenskapligt arbete
Fleischmann var en av de första jordbruksforskarna som insåg vikten av grundläggande vetenskaplig forskning kring boskapsuppfödning och mjölkproduktion. Att förverkliga denna insikt gjorde han till sitt livsverk med att utveckla nya undersökningsmetoder, såsom en formel för beräkning av mjölkens torrsubstans från dess specifika gravitation och fetthalt. Många experimentella insatser gav nya insikter om mjölkens kemiska sammansättning, liksom bakteriologiska processer vid framställningen av mejeriprodukter.
Med sitt grundläggande forskningsarbete, dokumenterat i nästan 250 publikationer, betraktades Fleischmann i flera decennier som den ledande mjölkexperten i Tyskland och redan under sin livstid som grundaren av mejerivetenskap. Hans huvudsakliga vetenskapliga arbete är "Lehrbuch der Milchwirtschaft", först publicerad 1893 och återutgiven sex gånger i reviderad form fram till 1932. Fleischmann betraktade, som en framstående specialist som forskare inom mejerivetenskap, fortfarande jordbruket som en encyklopedisk vetenskap, trots att han var en framstående specialist på området. Han föreläste inte bara om mjölkproduktion, utan även om djuruppfödning, utfodringsteori, jordbruksförvaltning, jordbrukspolitik och, under sin tid i Göttingen, även om jordbrukshistoria. Som jordbrukshistoriker har han utmärkt sig med flera skrifter om jordbruk bland romarna.
Fleischmanns självbiografiska noteringar publicerades 1942 av Alfred Schuler under titeln "Wilhelm Fleischmann: Der Begründer der Milchwirtschaftswissenschaft. Seine Lebenserinnerungen und sein Lebenswerk". Denna bok med en komplett bibliografi av Fleischmanns publikationer är ett utmärkt dokument över universitetets- och vetenskapshistoria med tidlösa exempel på kollegors ännu mer mänskliga beteenden inom akademisk undervisning och forskning.